# ایان وین
ایان وین (انگلیسی: Ian Wynne؛ زادهٔ ۳۰ نوامبر ۱۹۷۳) ورزشکار اهل بریتانیا است.
وی در مسابقات کشوری و بین‌المللی در مجموع برندهٔ ۱ مدال برنز شده‌است.